# Río Amarillo (Jeinemeni)
El río Amarillo es un curso natural de agua que nace en Chile y tras corto trayecto desemboca en la ribera oeste del río Jeinemeni de la cuenca del río Baker. 

## Trayecto
El río fluye en el Jeinemeni poco antes de pasar este último a ser la frontera internacional.

## Historia
Luis Risopatrón lo describe en su Diccionario geográfico de Chile (1924):: 26 
Amarillo (Rio) 46° 49’ 72° 00’. Corre hácia el SE i se vácia en la márjen N del curso superior del rio Jeinemeni, a corta distancia de su salida del lago de este nombre. 134; 154; i 156.